# Piet van der Velden
Pieter „Piet“ van der Velden (* 5. September 1899 in Amsterdam; † 2. April 1975 ebenda) war ein niederländischer Wasserballspieler.

## Karriere
Van der Velden nahm 1920 an den Olympischen Spielen in Antwerpen teil. Hier erreichte er mit der niederländischen Nationalmannschaft den fünften Rang.